# إل جي VX8800
إل جي VX8800 (بالإنجليزية: LG VX8800)‏ هو هاتف محمول من إل جي أليكترونيكس، تم طرحه في الأسواق في 19 نوفمبر 2007.

## الخصائص
- الكاميرا الخلفية: 2 ميجابكسل
- الشاشة: شاشة لمس 240 × 320
- الذاكرة: 60 ميجابايت